# Mošusno govedo
Mošusno govedo (lat. Ovibos moschatus) vrsta je papkara iz porodice Bovidae. Bliže je srodan ovcama i kozama nego govedu. Živi u hladnim područjima Arktika i relikt je pleistocenske faune. Nakon završetka ledenog doba preživio je samo na sjeveru Sjeverne Amerike. Nedavno je naseljen u Aziji i Europi. Ime je dobio po mošusu, mirisu koji mužjak ispušta iz svojih žlijezda tijekom sezone parenja.

## Opis
Mošusno govedo visoko je 1,2 metra u ramenima. Mužjaci su dugi 2-2,5 metra. Teže u prosjeku oko 285 kg, iako mogu doseći 400 kg. Imaju gusto krzno i dugu sivo-crnu dlaku. Rogovi su dugi i zakrivljeni prema dolje, s podignutim vrhovima.

## Rasprostranjenost
Rasprostranjenost mošusnoga goveda uključuje: Kanadu, Grenland i Aljasku. Istrebljen je s Aljaske početkom 20. stoljeća, ali je ponovno uveden u regiju. S otoka Banks, gdje živi velika većina trenutne populacije, proširio se u Švedsku, Norvešku i Rusiju (Sibir). Posljednja krda ovih životinja izvan Sjeverne Amerike živjela su na  poluotoku Tajmir u Sibiru prije 2000 godina.

## Način života
Žive u krdima od 10 do 20 jedinki, iako ih može biti i preko 70. Tijekom zime, krda se sastoje od mužjaka, ženki i mladunaca, a ljeti, tijekom sezone parenja, dominantni mužjak tjera ostale iz krda, pa lutaju tundrom u odvojenim krdima. Kada su ugroženi, krdo formira krug s mladuncima i ženkama u središtu, a mužjaci odbijaju napade izvana svojim rogovima. Ova metoda obrane uspješna je protiv vukova, ali zbog ovog zaustavljanja i obrane, jako su patili od napada ljudi.